# Carroll Clark
Carroll Clark (født 6. februar 1894, død 17. maj 1968) var en amerikansk scenograf.
Han var nomineret til en Oscar for bedste scenografi syv gange.
Han arbejdede på mere en 170 film mellem 1927 og 1968.

## Udvalgte film
- Continental (1934)
- Top Hat (1935)
- En jomfru i fare (1937)
- Friheden har vinger (1943)
- Step Lively (1944)
- Hop med professoren (1961)
- Mary Poppins (1964)